# Portus Baxter

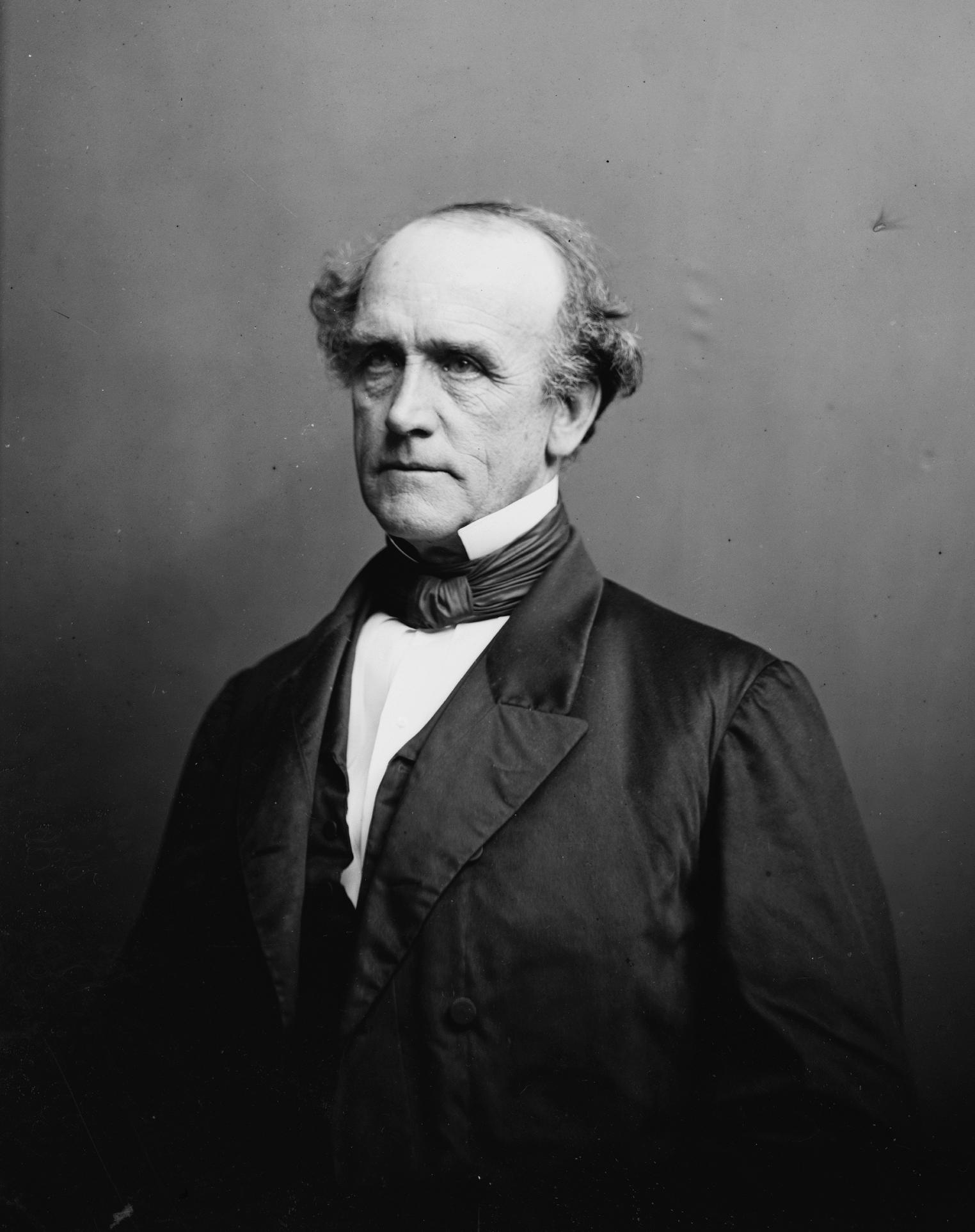
Portus Baxter

Portus Baxter (* 4. Dezember 1806 in Brownington, Vermont; † 4. März 1868 in Washington, D.C.) war ein US-amerikanischer Politiker. Zwischen 1861 und 1867 vertrat er den dritten Wahlbezirk des Bundesstaates Vermont im US-Repräsentantenhaus.

## Werdegang
Portus Baxter besuchte die öffentlichen Schulen seiner Heimat und die Norwich Military Academy. Danach studierte er an der University of Vermont. Im Jahr 1828 zog er nach Derby Line in Vermont. Dort wurde er ein erfolgreicher Kaufmann und Farmer. Außerdem stieg er in das Eisenbahngeschäft ein.
Politisch wurde Baxter Mitglied der Whig Party. In den Jahren 1848 und 1852 war er jeweils Wahlmann für seine Partei bei den Präsidentschaftswahlen. Dabei stimmte er 1848 für den siegreichen Zachary Taylor und 1852 für den erfolglosen Winfield Scott. Nach der Auflösung der Whigs wurde Baxter Mitglied der 1854 gegründeten Republikanischen Partei. Im Jahr 1856 war er deren Wahlmann bei den Präsidentschaftswahlen. Dabei stimmte er für John C. Frémont, den Kandidaten seiner neuen Partei, der allerdings James Buchanan unterlag.
1860 wurde Baxter im dritten Distrikt von Vermont in das US-Repräsentantenhaus in Washington gewählt. Dort trat er am 4. März 1861 die Nachfolge von Homer Elihu Royce an. Nach zwei Wiederwahlen konnte er bis zum 3. März 1867 drei Legislaturperioden im Kongress absolvieren, die hauptsächlich von den Ereignissen des Bürgerkrieges bestimmt waren. Von 1863 bis 1865 war Baxter Vorsitzender des Ausschusses zur Kontrolle der Ausgaben des Marineministeriums. Er war ein Freund und Vertrauter von Kriegsminister Edwin M. Stanton. Baxter setzte sich während des Krieges für die Soldaten aus Vermont ein und besuchte oft die Verwundeten in den Lazaretten.
Portus Baxter überlebte das Ende seiner Zeit im Kongress um fast genau ein Jahr: Er starb am 4. März 1868 in Washington. Er war seit 1832 mit Ellen Janette Harris (1811–1882) verheiratet. Das Paar hatte acht Kinder. Zwei Söhne waren während des Bürgerkrieges als Militärärzte tätig, ein anderer Sohn diente im Rang eines Brevet-Majors in der Armee der Union.